# I conquistatori (film 1932)
I conquistatori (The Conquerors) è un film del 1932 diretto da William A. Wellman.
In filmati di repertorio, vi appaiono anche i presidenti statunitensi Woodrow Wilson e Theodore Roosevelt.

## Produzione
Il film fu prodotto dalla RKO Radio Pictures. Parte delle riprese furono effettuate a Sonora, in California.

## Distribuzione
Distribuito dalla RKO Radio Pictures, il film uscì nelle sale cinematografiche USA il 18 novembre 1932. Nel 1955, fu trasmesso in tv distribuito dalla C&C Television Corporation.

### Date di uscita
- USA	18 novembre 1932
- Francia	  7 novembre 1933
- Portogallo    22 maggio 1934
- USA  1955 (TV)

Alias
- The Conquerors	USA (titolo originale)
- A Caravana	Portugal
- I conquistatori	Italia
- Les conquérants	Francia
- Los conquistadores	Spagna
- Pioneer Builders	USA (titolo TV)